# Эстонцы
Эсто́нцы (эст. eestlased) — прибалтийско-финский народ, бо́льшая часть которого проживает в Эстонии. Общая численность в 2015 году составляла около 1,1 млн человек, в том числе в Эстонии — 908 тысяч.
Язык — эстонский, относится к прибалтийско-финской подгруппе финно-угорских языков уральской языковой семьи.
По данным Департамента статистики Эстонии, численность эстонцев в Эстонии на 2024 год составила 931 993 человека (в 2023 году — 925 892 чел.).
Антропологически относятся к восточно-балтийской и атланто-балтийской расам и переходным типам между ними.
По состоянию на начало XXI века, эстонцы являются одной из самых малорелигиозных наций на планете. Только 14 % эстонцев ответили положительно на вопрос, важное ли место занимает религия в их жизни, 26 % эстонцев являются атеистами (5-е место в Европе); верующие — в основном, лютеране и православные.

## Этноним
В эпоху феодализма сами эстонцы называли себя maarahvas, что буквально значит «народ земли», то есть земледельцы. Единое название — «эстонцы» (эст. eestlased), которое изначально использовали скандинавские соседи, стало использоваться ими в середине XIX века, во времена пробуждения национального движения и гражданского самосознания.
На Руси эстонцев, как и другие финно-угорские народности, называли чудью, прибавляя при этом название региона — например, Чудь Ерева — чудь Ярвамаа.
Слово eestlane (с эст. — «эстонец») пришло из латыни. Изначально, вслед за Тацитом, название Aesti употреблялось в различных формах (также Aestii, Astui, Aest, а затем Esti) на протяжении всего Раннего Средневековья для обозначения народа (населяющего окрестности устья Вислы). В эпоху Высокого Средневековья происходит перенос этого этнонима на прибалтийско-финское население Ливонии — несмотря на то, что эти две географические области не являются смежными, и между ними, соответственно, как и между населяющими их народами, крайне мало — если они вообще есть — прямых исторических связей.

## Антропологический тип
Средневековое население Эстонии по своим краниологическим параметрам характеризуется выраженными европеоидными чертами. Наибольшую близость к нему демонстрируют позднесредневековая серия Вологды, а также финны, карелы и коми-зыряне, в целом резко выделяющиеся на фоне остальных финно-угорских групп. Этот феномен объясняется тем, что морфологический облик прибалтийских финнов определяет древнее мезолитическое население Восточной Европы.
Антропологически эстонцы имеют слабо пигментированную кожу, цвет радужной оболочки глаз, в основном, серый (89,3 %), волосы белокурые и русые (73,0 %). Эстонцы относятся к числу самых высоких народов мира. В конце 1930-х годов 57,7 % эстонцев имели рост выше 170 см, средний рост мужчин составлял 172 см. Они имеют крепкое и стройное телосложение и хорошо развитую грудную клетку.
Западные эстонцы относятся к нордической расе.

## История и этнография
Предки эстонцев появились на территории современной Эстонии, вероятно, в III тысячелетии до нашей эры. Эстонцы сформировались на основе смешения пришедших с востока в I тысячелетии до нашей эры финно-угорских племён и древнего аборигенного населения (Кундская культура). Затем, в течение нескольких тысячелетий, они вобрали в себя отдельные балтийские, северогерманские и восточнославянские элементы. В начале II тысячелетия нашей эры древние племена общности постепенно заменились территориальными, основой которых стали кихельконды (приходы) и мааконды, и начался процесс формирования эстонской народности. По свидетельству академика Х. А. Моора, «процессы сложения эстонского народа не только связаны с историей формирования остальных финно-угров, но и тесно переплетаются с этническим развитием соседних индоевропейцев — в частности, балтийских, а также ближайших славянских и германских народов».
Эстонские культурологи — такие как Уку Мазинг, Яан Каплинский, а также президент и автор научно-популярных книг Леннарт Мери — пытаются выявить в традициях современных эстонцев финно-угорское наследие.
С исторической и культурной точки зрения особую группу эстонцев представляет собой народ сету, компактно проживавший на территории, с X века находившейся под властью Пскова.

### Начало I тысячелетия
Начиная с III века на территории Эстонии можно проследить формирование по археологическим данным отдельных этнических групп, которые совпадают с сохранившимися до сегодняшнего дня диалектными и этнографическими регионами: Северной, Южной, Западной Эстонией и островов. На Западную Эстонию заметное влияние оказывала Скандинавия. В Южной Эстонии древние культурные черты сохранялись дольше всего. Благодаря влиянию древнерусской народности сформировались особенности субэтноса эстонцев сету, а также на юго-востоке выру; наиболее ярко это выражено в постройках и одежде.

### Раннее и высокое средневековье
Начиная с IX века стали формироваться деревни (несколько семей объединяли свои хозяйства). Вследствие этого произошло территориальное разделение на приходы и уезды. По сравнению с соседними странами деревенская культура Эстонии была малоразвитой — главным местом проживания древних эстонцев был хутор, где жила семья, которая считалась единицей общества. Семья состояла из 8 — 10 человек. Все хуторские постройки возводились вокруг открытого двора, главное здание — жилая рига — фасадом во двор, с севера на юг.
Выращивали пшеницу, овес, горох, бобы и лён, позже добавились капуста и брюква. Со второй половины XI века стали культивировать озимую рожь, что принесло с собой развитие трёхпольной системы полеводства. Стал применяться гончарный круг. Ремесленное дело не было так развито, как у соседей.
С XI—XIII веков на прибалтийско-финское население Ливонии в европейских источниках начинает происходить перенос этнонима эсты. Тогда же появляются ранние сообщения об их одежде. Основной одеждой женщины были льняная сорочка и шерстяной сюртук. Вокруг бёдер обматывали шерстяную юбку, которую закрепляли поясом. Льняную одежду отбеливали добела, верхняя одежда была овчинно-белого или чёрного цвета. Шерсть для юбки красили растительными красками; самым распространённым красителем был калган, из которого получали красный цвет.

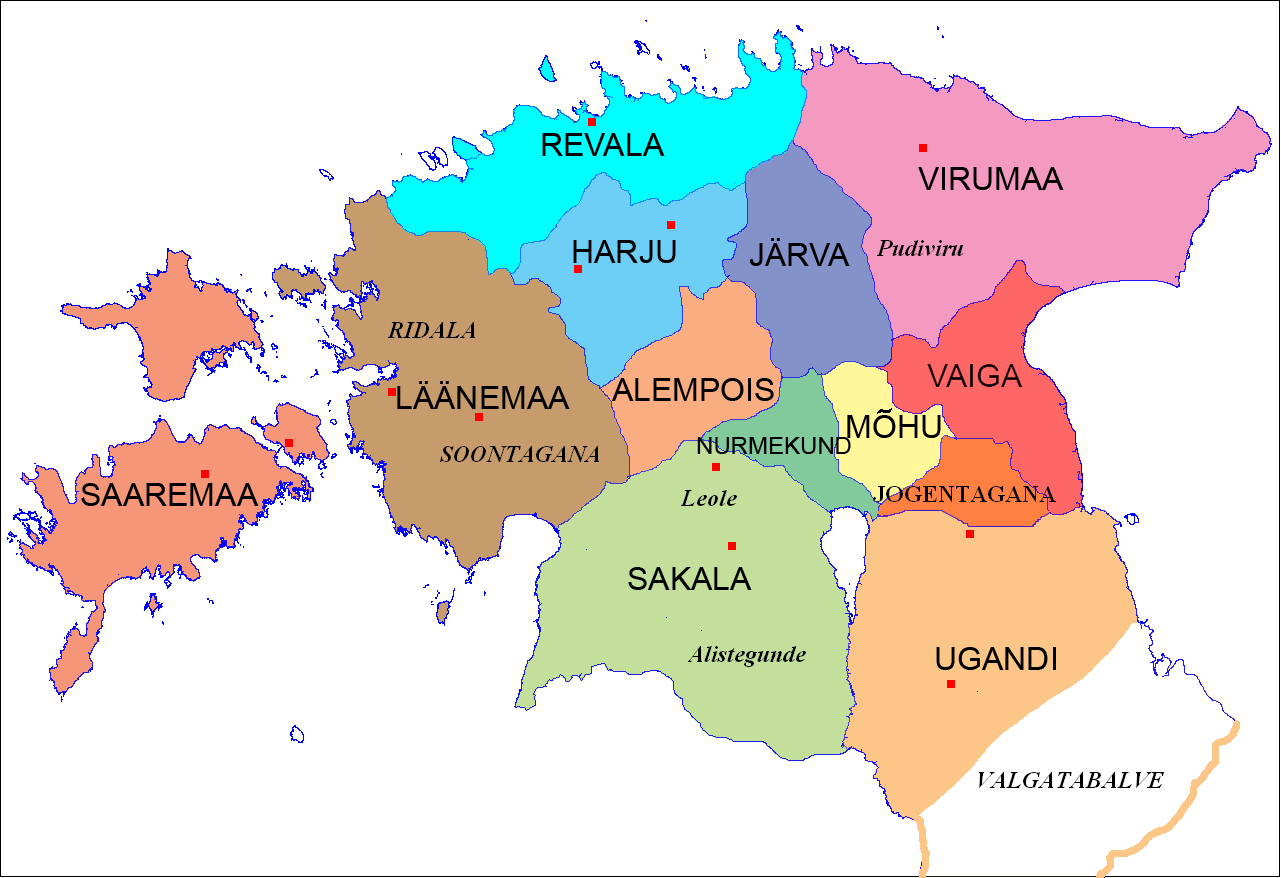
Исторические области современной Эстонии
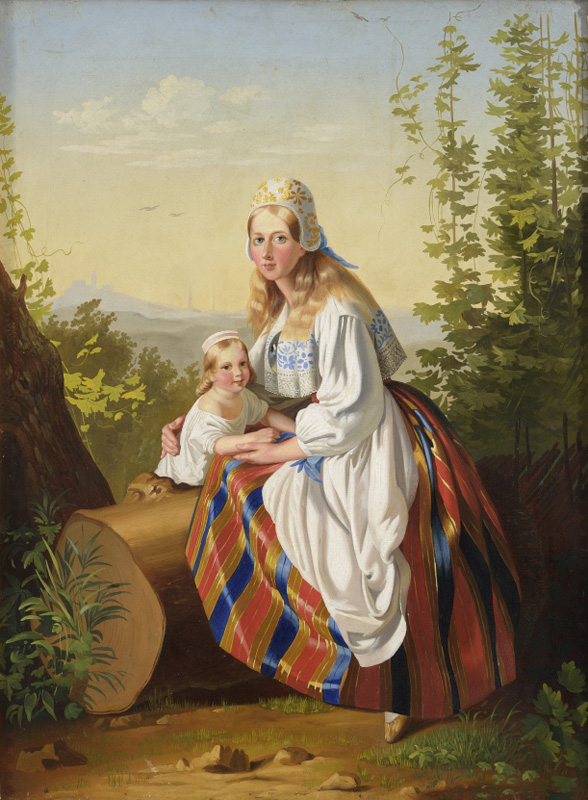
«Эстонская женщина с ребёнком». Карл Тимолеон фон Нефф
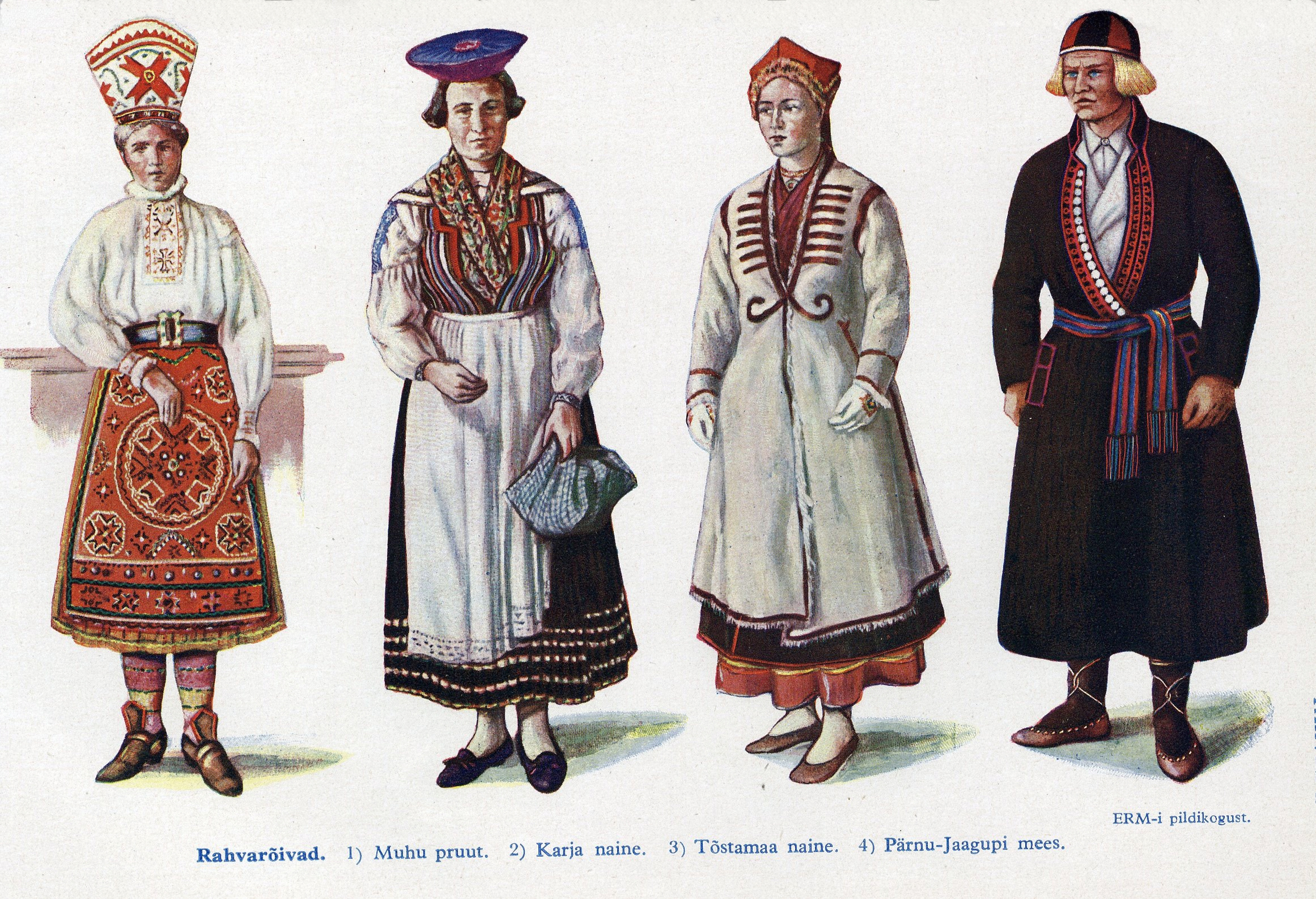
Эстонцы в национальных костюмах
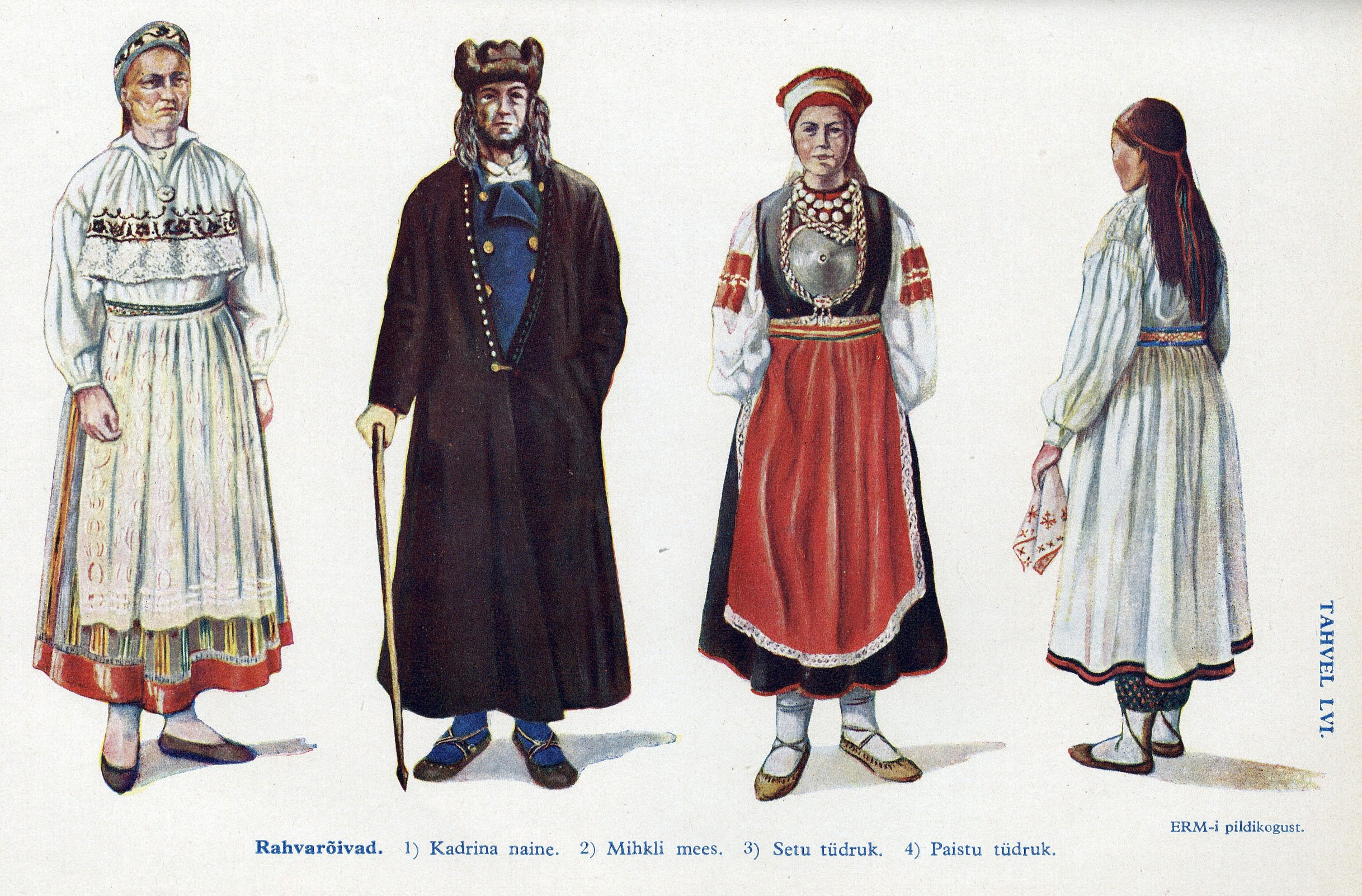
Эстонцы в национальных костюмах
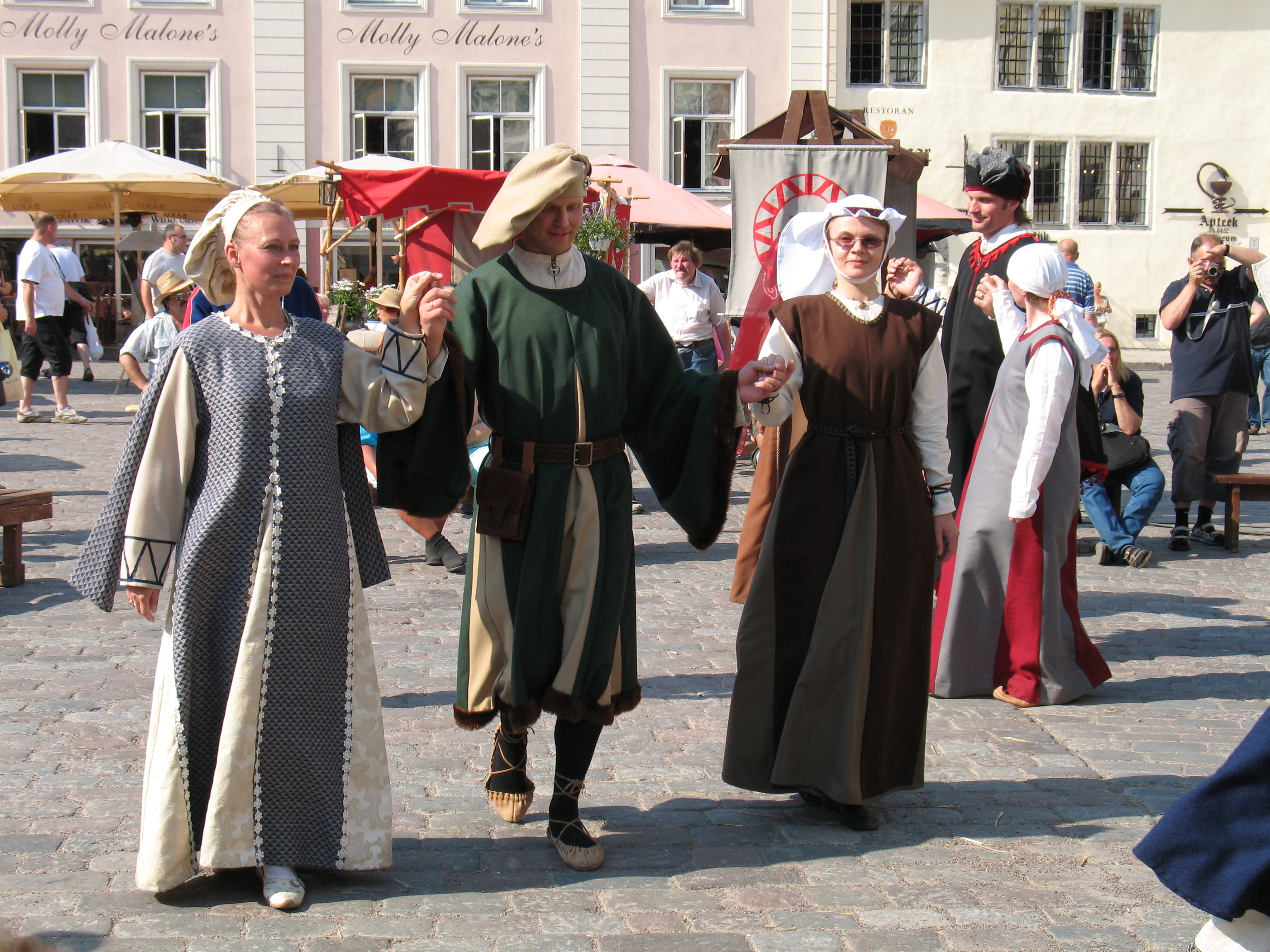
Средневековые костюмы эстонцев-горожан

### Позднее средневековье
В XIII веке немецкие рыцари напали на прусские земли с запада и на территории проживания эстов, ливов, а также куршей, земгалов, селонов, латгалов, со стороны Рижского залива. В ходе этой так называемой «Священной войны» происходило массовое убийство людей и полное разрушение и выжигание деревень.
К XIII на основе племён, живущих на территории Эстонии, и их наречия сложился эстонский народ и язык. Эстонцы были оседлыми земледельцами и называли себя «народом земли».

## Культура и верования
Самыми типичными древними элементами эстонской народной культуры можно назвать жилую ригу, чёрный хлеб, свадебные и рождественские традиции, а также осеннее поминовение усопших (считалось, что в эти дни души умерших предков приходят домой) и особую форму народной музыки: так называемая руническая песня (эст. regilaul) с кратким, но богатым вариациями мотивом.
Знания о религии древних эстонцев основываются на археологических находках, древних и средневековых хрониках и фольклорных материалах XIX века. Эсты считали, что у каждого животного, дерева и камня есть душа; верили в духов-хранителей, которые жили в камнях, ручьях и деревьях. Чтобы задобрить духов, им приносили жертвы. В большинстве своём религиозные обряды и ритуалы не отличались сложностью, профессиональных жрецов не было. Жертвенными местами считались, прежде всего, священные дубравы — небольшие отдельно стоящие перелески, в которых нельзя было рвать листья с деревьев или подбирать что-либо с земли — а также камни, ручьи и источники. В связи с развитием земледелия в мифологическом мировоззрении эстов на первый план вышли боги и персонификации погодных явлений и неба. Главным небесным богом считался Уку (эст. Uku, Ukko) — «дед». Увеличилась популярность магии плодородия, богов-покровителей поля и зерна. В солнцестояние разжигали костры, так как считалось, что огонь отгоняет злых духов. Существовали колдуны, волхвы и знахари, к которым обращались за помощью во время болезни и при других бедах. Древние эстонцы верили в силу слова: охотники и рыбаки не называли свою добычу по её принадлежности к определённому виду (медведь, олень, окунь), а употребляли специальные «псевдонимы».
Поздней осенью поминали всех умерших — верили, что их души посещают свои бывшие дома. Для них накрывали столы и топили баню, повсюду царила тишина и покой. Слово velnias, которое используется у балтийских народов в качестве названия дьявола или злого духа, образовалось от обозначения умершего, который возвращался и начинал угрожать живым.
Согласно самым древним мифам, о которых упоминается в народных песнях, предки эстонцев верили, что мир возник из яйца. Млечный Путь представлялся стволом древа Мира или дорогой, по которой птицы сопровождали души покойных в иной мир.
Старинные музыкальные инструменты эстонцев: каннель и волынка.

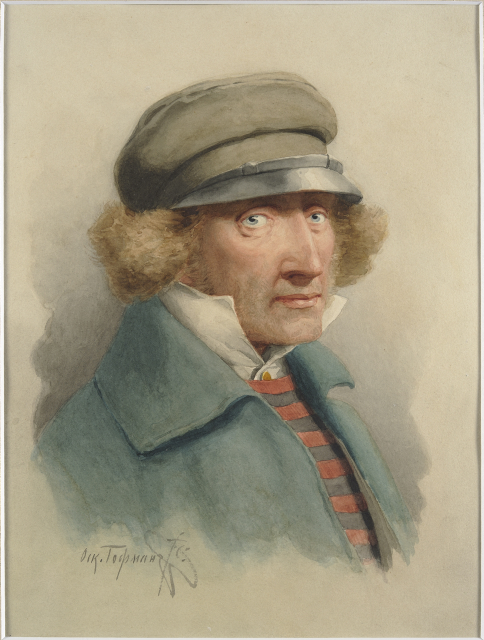
«Эстонский крестьянин в зелёном сюртуке», Оскар Гофман
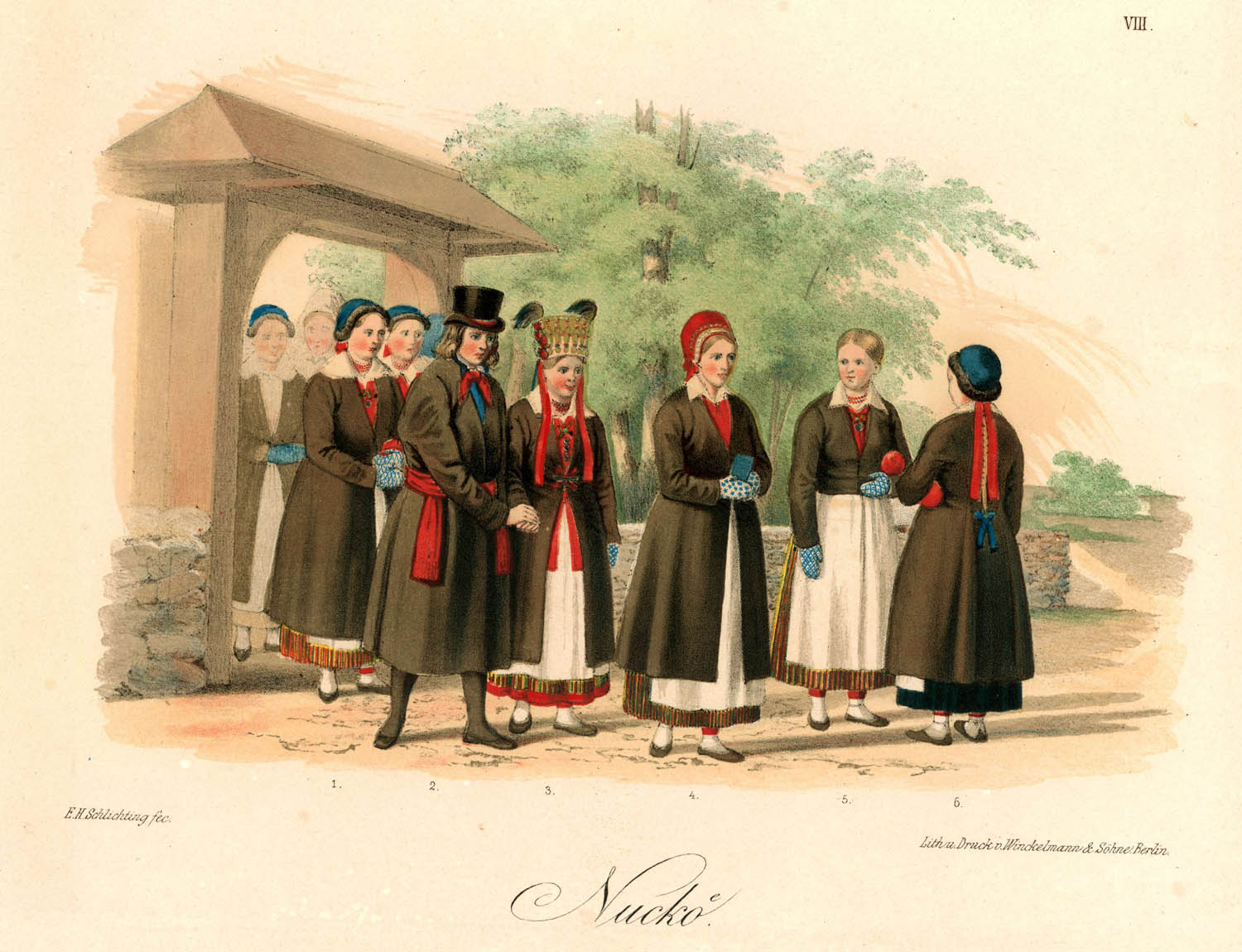
Эстонский национальный костюм, волость Ноароотси. Литография Э. Х. Шлихтинга
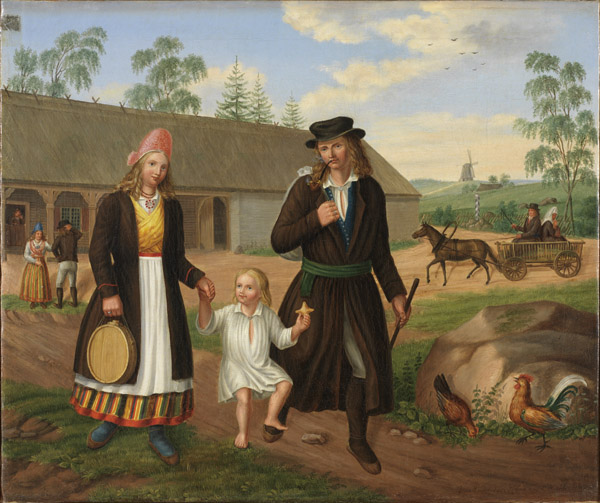
«Крестьяне по дороге домой», Л.-Г. Петерсен[эст.]
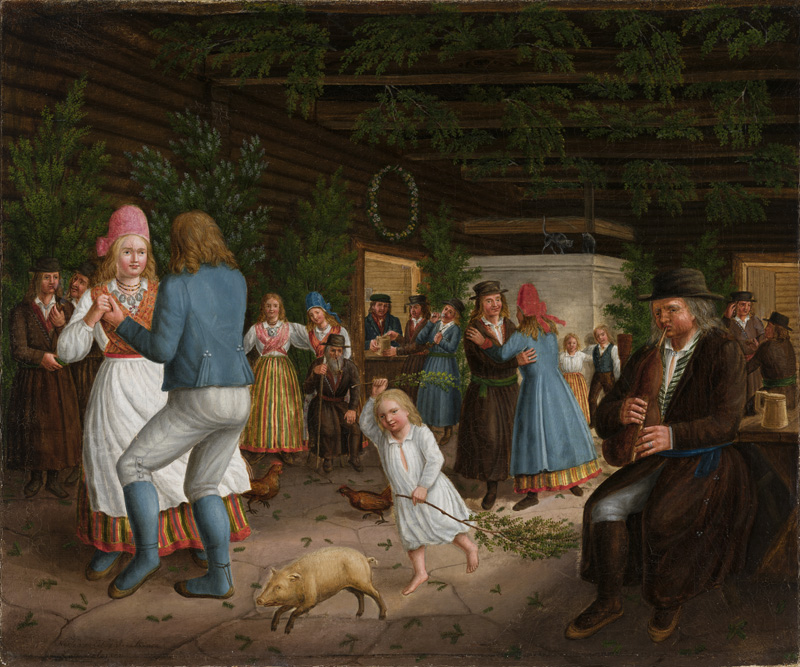
«Крестьяне танцуют», Л.-Г. Петерсен
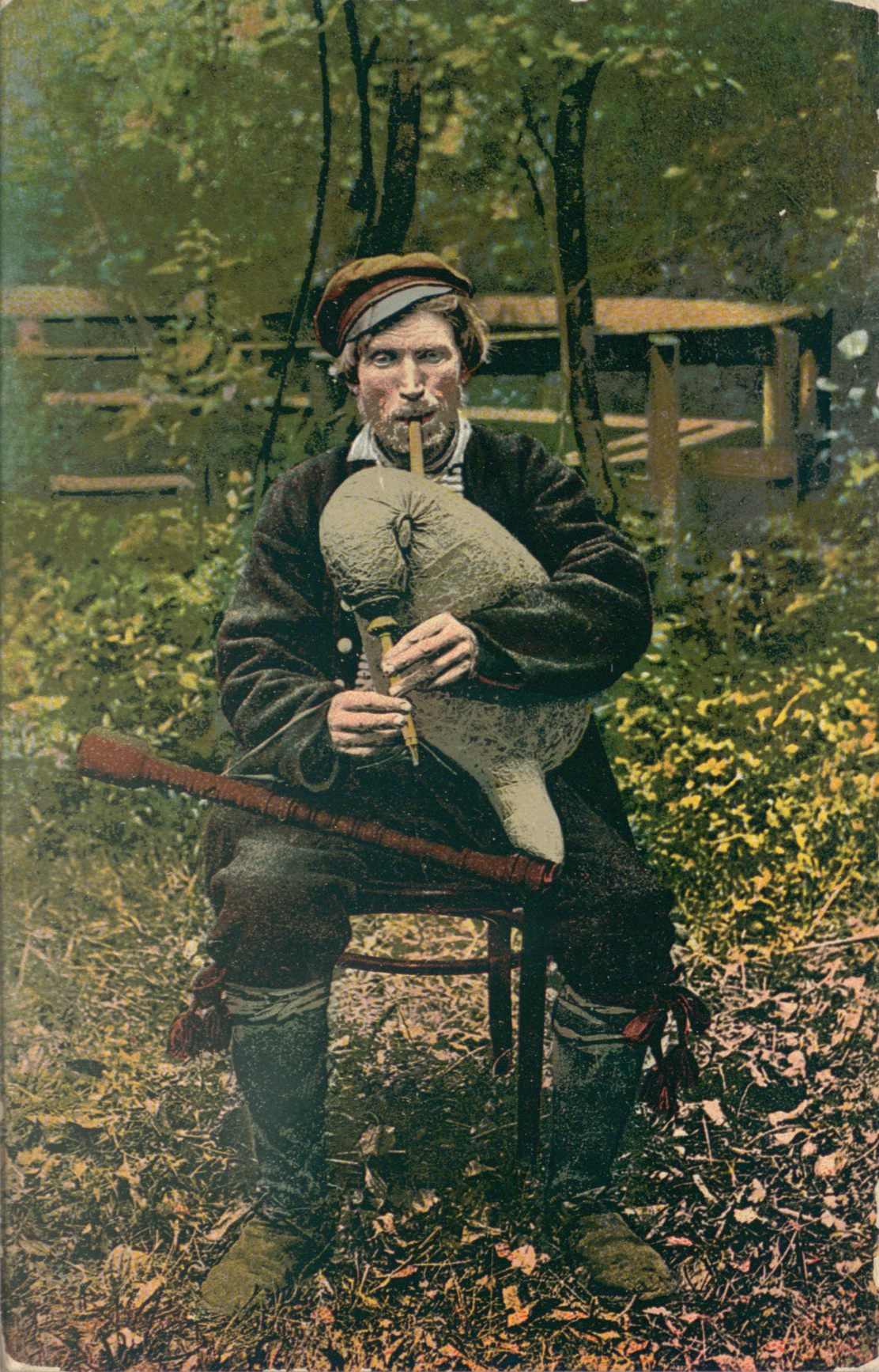
Хийумаасец играет на волынке (Генрих Тидерман[эст.])
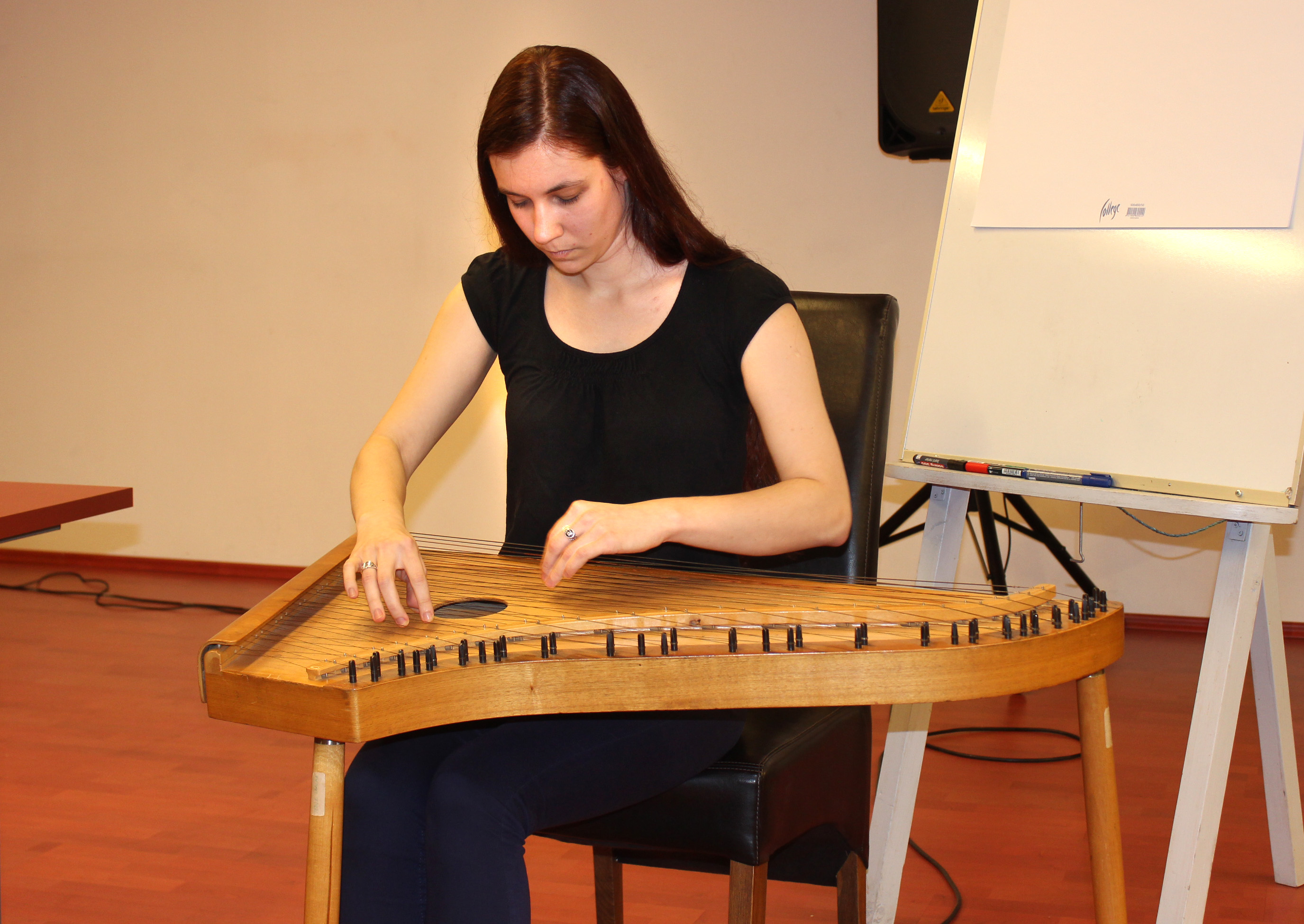
Каннель, народный эстонский музыкальный инструмент
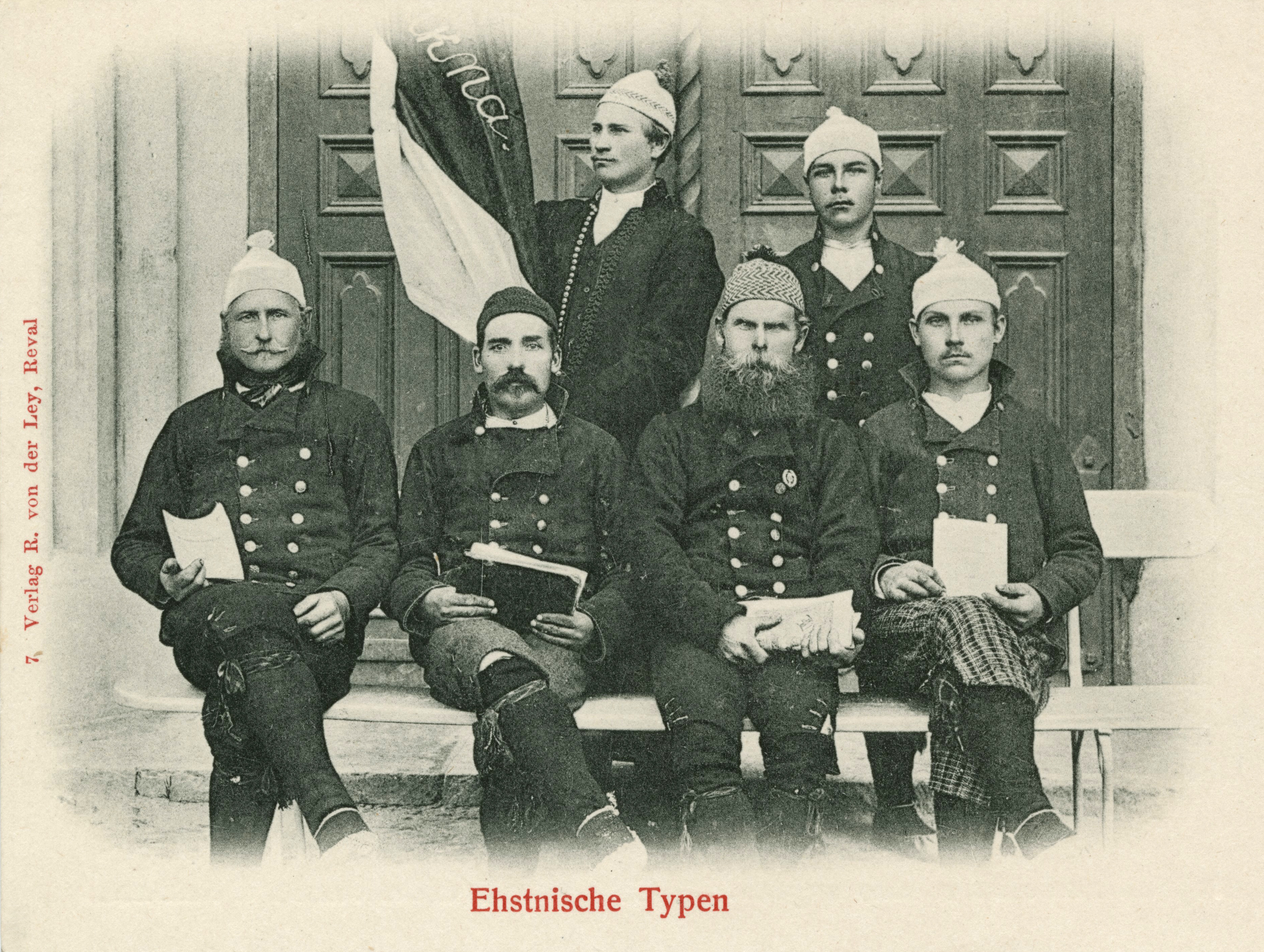
Мужской хор из волости Вайкна на празднике песни в Хаапсалу, 1898 год (Г. Тидерман)
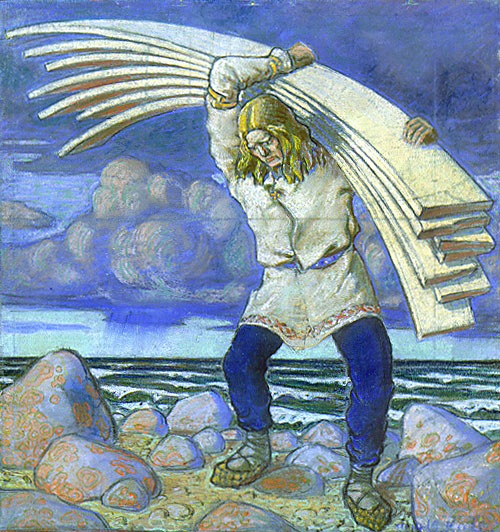
Калевипоэг, национальный эстонский герой (Оскар Каллис, 1912 год)
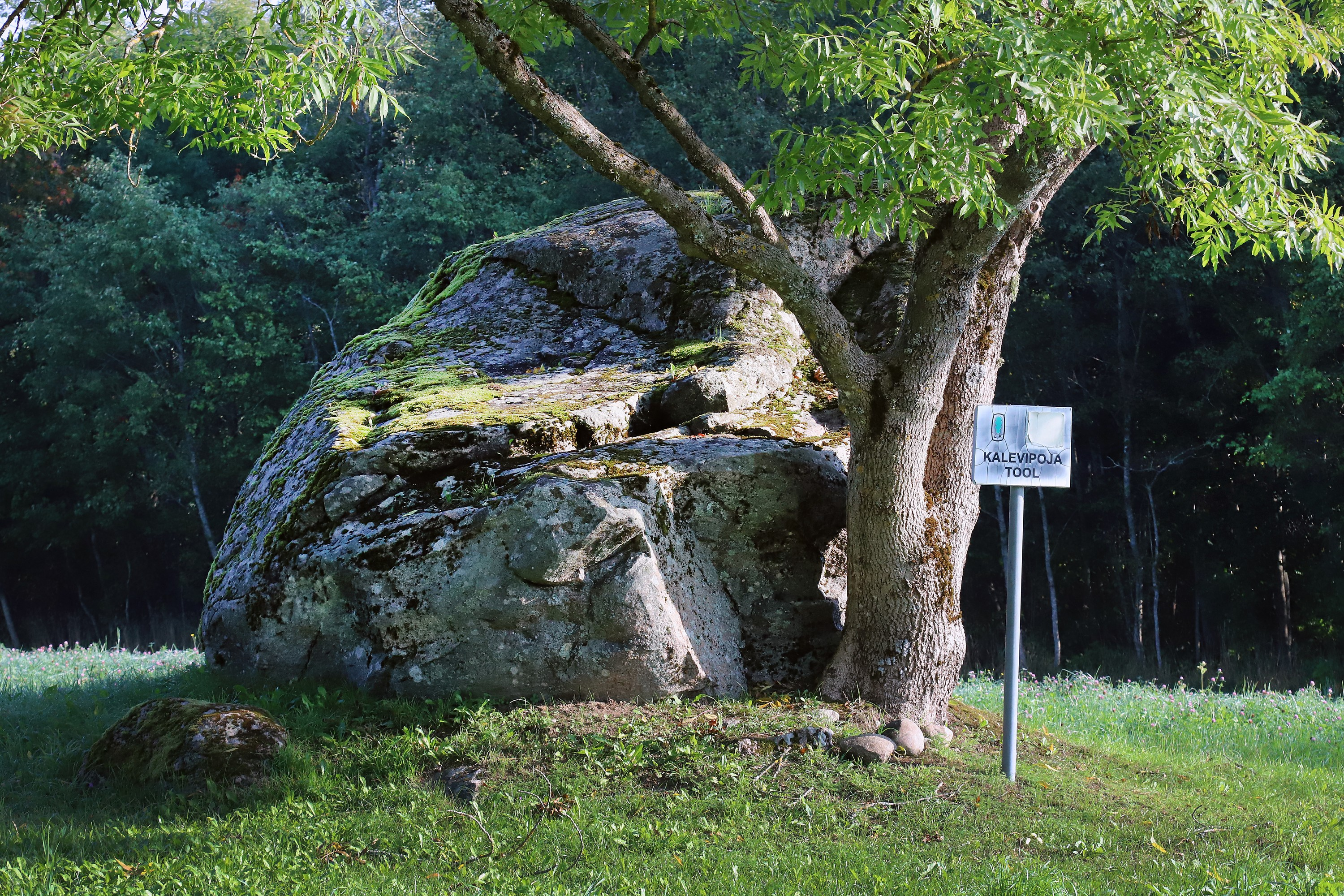
«Ложе Калевипоэга» (охраняемый ледниковый валун)
Традиционная эстонская (мухуская) вышивка
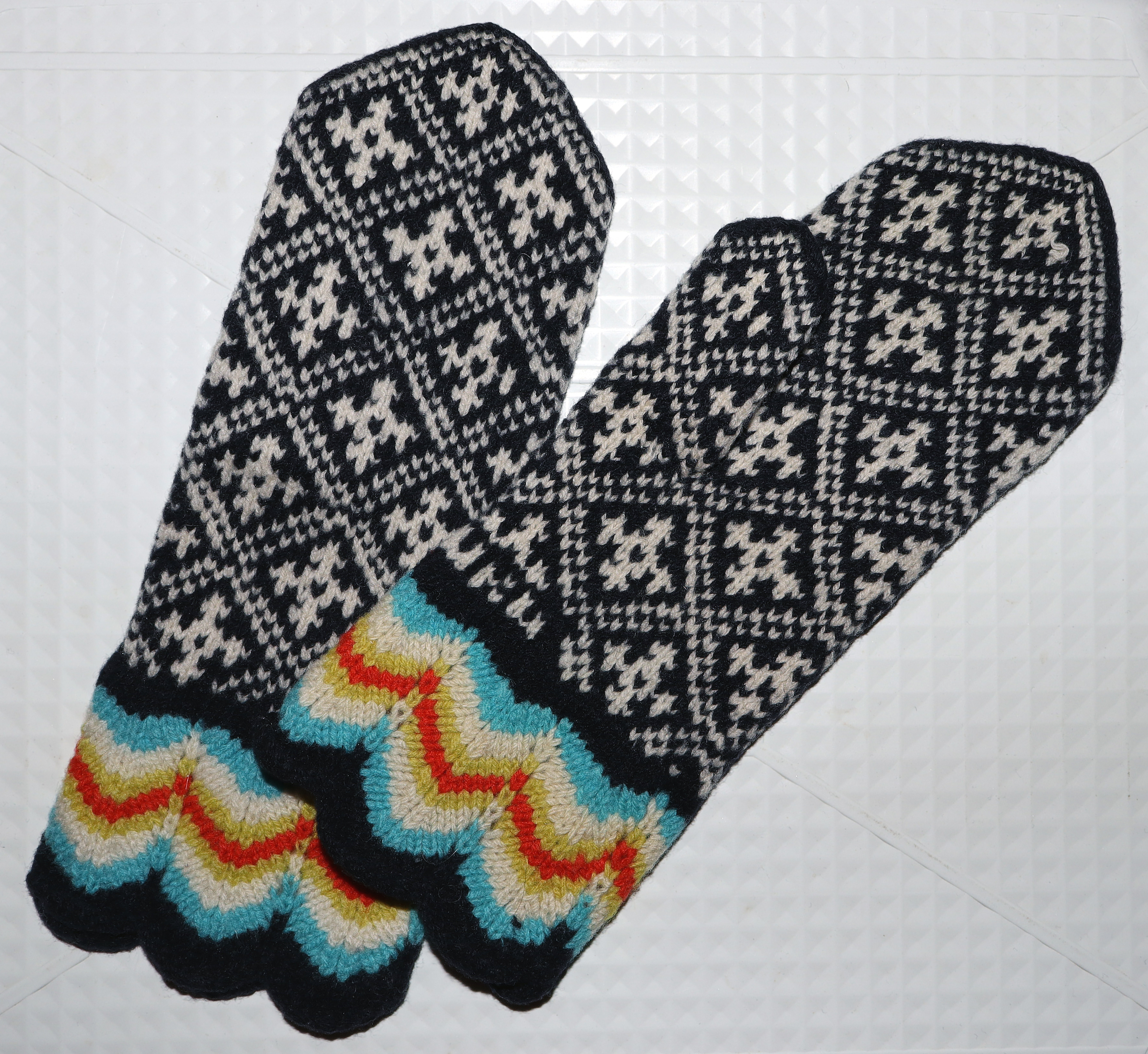
Традиционные эстонские шерстяные варежки

### Религия
Почти на всей территории Эстонии, начиная с эпохи Реформации XVI века, господствовала лютеранская вера. В середине XIX века примерно ⅛ часть эстонцев перешла в православную веру, что, однако, не сопровождалось возникновением какой-либо культурной особенности.
Старейшая и главная лютеранская церковь Эстонии — Домский собор в Таллине (время постройки: XIII—XVIII века). Лютеранские церкви есть во всех городах и посёлках Эстонии и во многих деревнях.
В 1895—1900 годах в Ревеле был возведён православный кафедральный собор Александра Невского. В 1903—1907 годах в Санкт-Петербурге была построена Свято-Исидоровская церковь эстонского православного прихода. Православные церкви в эти годы также возводились и в других районах Эстонии.

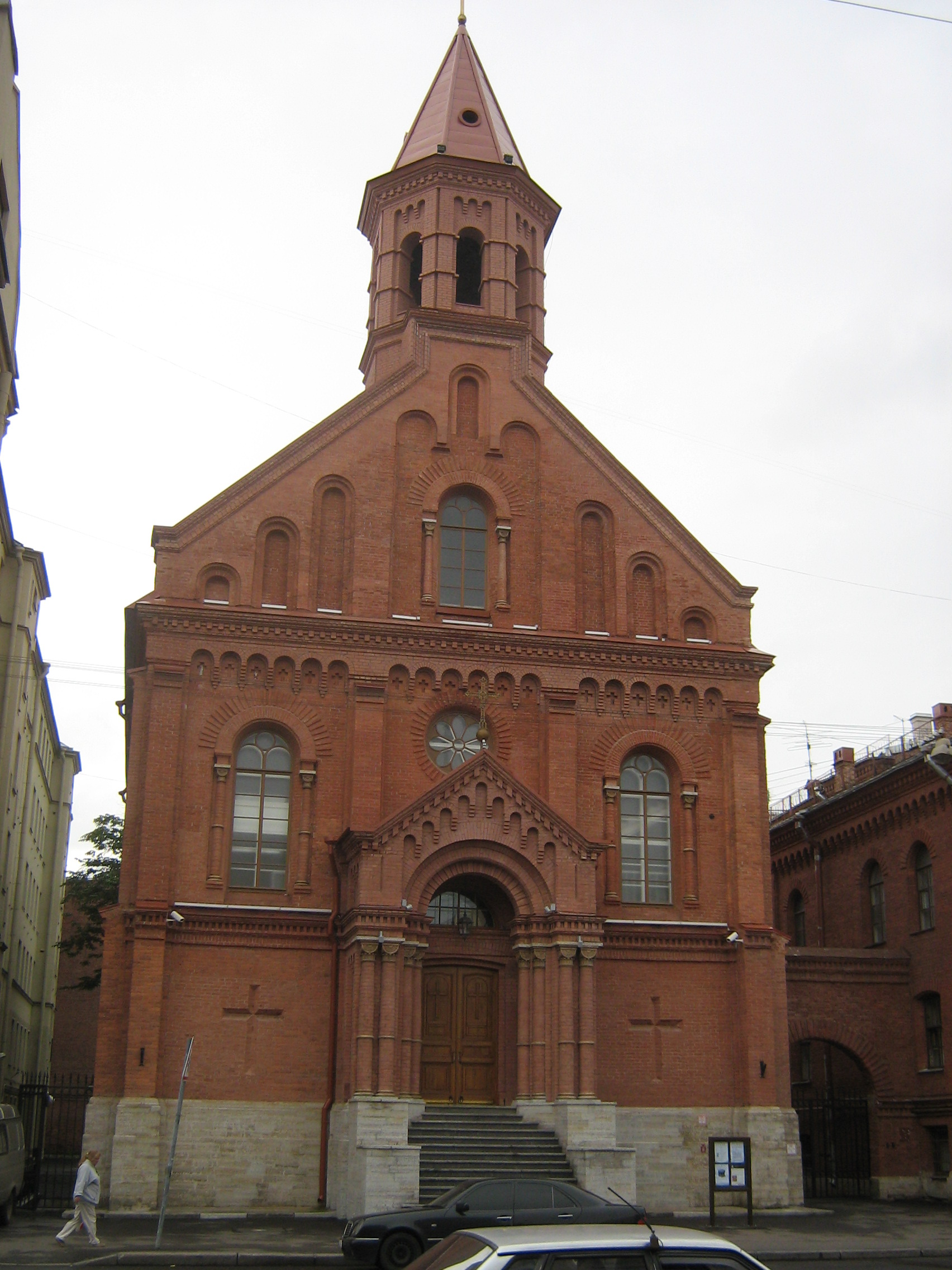
Эстонская Церковь Святого Иоанна, Санкт-Петербург
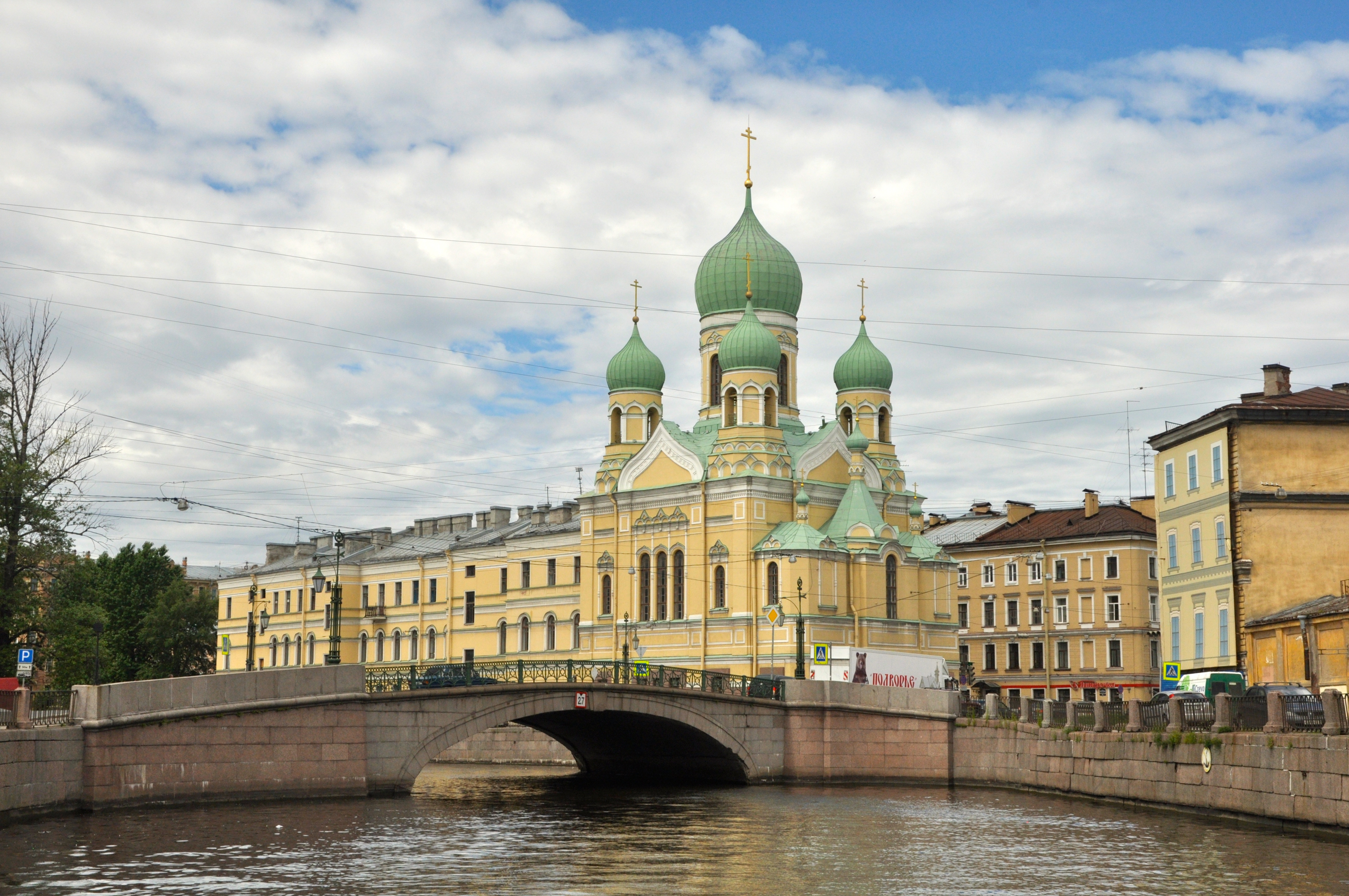
Православная церковь в Санкт-Петербурге, службы в которой проводились на эстонском языке
Собор Александра Невского, Таллин
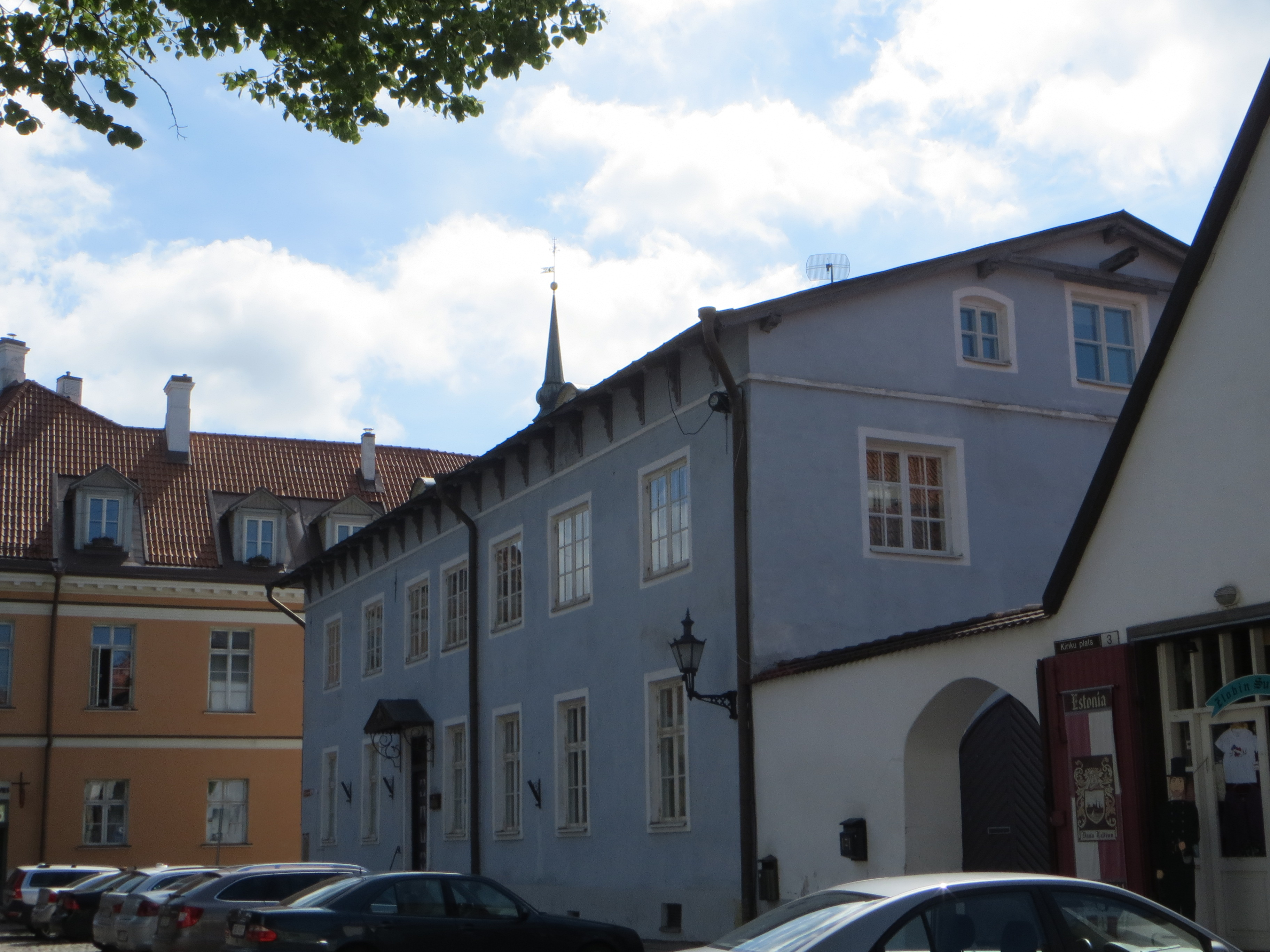
Консистория Эстонской евангелическо-лютеранской церкви, Таллин

## Эстонцы в России и СССР
Массовое переселение эстонцев на территорию современной России (Ленинградская область) произошло в первой половине XVIII века, после присоединения Прибалтики к Российской империи в ходе Северной войны и в связи с необходимостью освоения новых территорий в Ингерманландии.
В XIX веке большое число эстонцев из-за малоземелья переехало на малоосвоенные земли Сибири, Северного Кавказа, Крыма и Дальнего Востока, эстонские крестьяне активно нанимались работать на промышленные предприятия Риги, Санкт-Петербурга и его пригородов. В 1860 году для нужд эстонской общины в Петербурге была построена лютеранская церковь Святого Иоанна.
В 1917 году численность эстонской диаспоры в России находилась на своём пике и составляла 200 тыс. человек (18 % от общей численности эстонцев в мире).
До революции 1917 года многие эстонцы выехали из Эстонии в РСФСР. В 1920—1923 годах на основе соответствующего соглашения об оптации часть из них вернулась в Эстонию.
В 1920-е годы существовали эстонские национальные сельсоветы в Ленинградской области и Сибири, но в 1936—1937 годах эти сельсоветы были упразднены, а большое число эстонцев репрессировано.
После присоединения Эстонии к Советскому Союзу несколько тысяч эстонцев были сосланы в Коми АССР, Кировскую область и Казахстан. C началом Великой Отечественной войны несколько тысяч эстонцев было эвакуировано в восточные районы СССР. В 1949 году из Эстонии было депортировано от 20 535 человек до 27 000 человек, большинство которых были эстонцами.

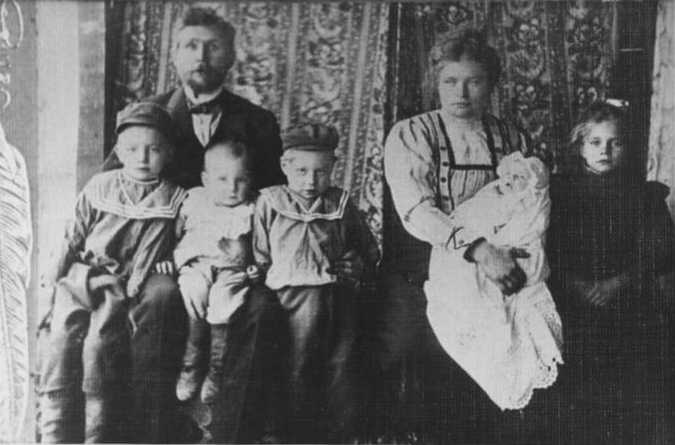
Семья кавказских эстонцев, 1910 год
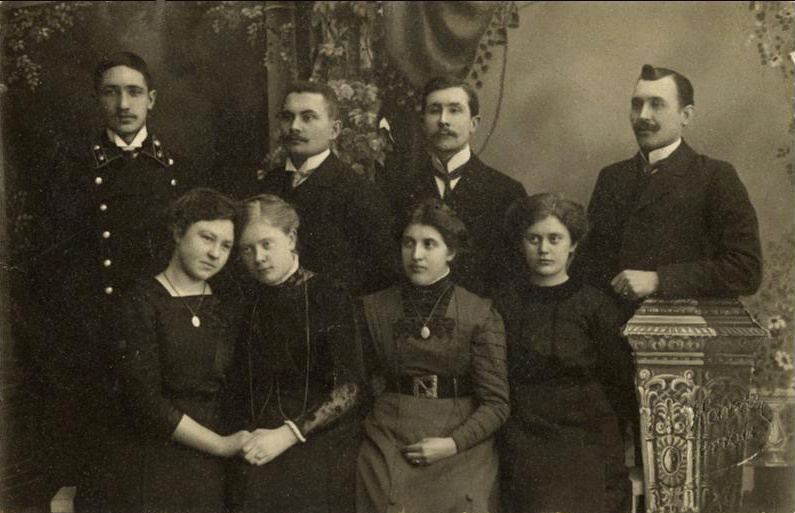
Группа петербургских эстонцев, 1913 год
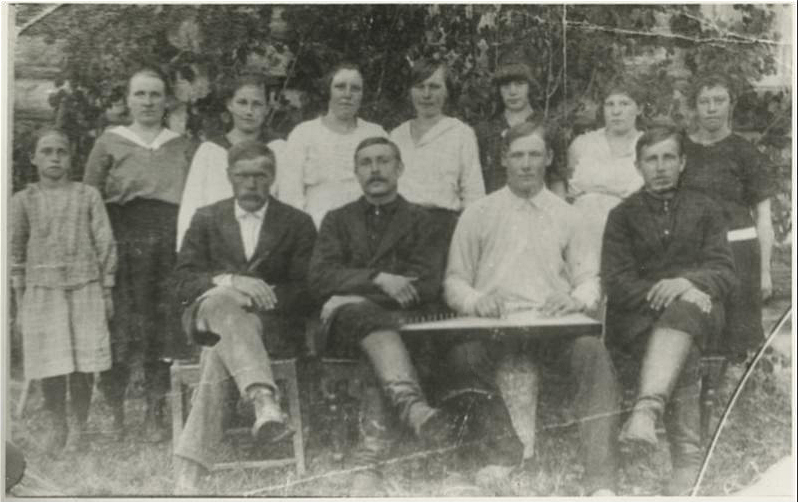
Эстонцы из деревни села Лифляндка, Алтайский край, 1930 год
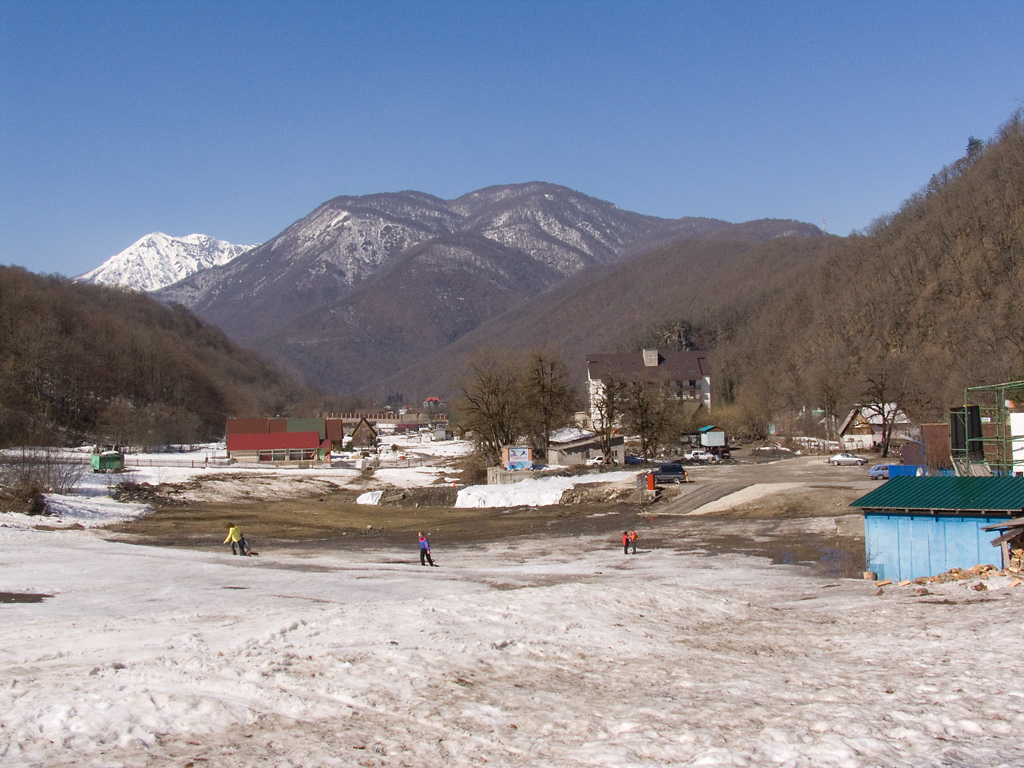
Эстосадок — село эстонцев рядом с Сочи

Численность эстонцев в СССР и ЭССР по данным Всесоюзных переписей населения СССР:
| Год  | Эстонцев в СССР | в том числе в Эстонской ССР | в том числе в Эстонской ССР | в том числе в Эстонской ССР      |
| ---- | --------------- | --------------------------- | --------------------------- | -------------------------------- |
| Год  | Чел.            | чел.                        | в % к числу эстонцев в СССР | в % к численности населения ЭССР |
| 1959 | 988 616         | 892 653                     | 90,3                        | 74,6                             |
| 1970 | ↗ 1 007 356     | ↗ 925 157                   | ↗ 91,8                      | ↘ 68,2                           |
| 1979 | ↗ 1 019 851     | ↗ 947 812                   | ↗ 92,9                      | ↘ 64,7                           |
| 1989 | ↗ 1 026 649     | ↗ 963 281                   | ↗ 93,8                      | ↘ 61,5                           |

После 1955 года началась массовая реабилитация репрессированных эстонцев и их возвращение в Эстонскую ССР. Численность эстонского населения РСФСР стала сокращаться — с 78,5 тыс. в 1959 году до 46,4 тыс. в 1989 году.
После распада СССР численность эстонцев в России резко сократилась по ряду причин — репатриация в Эстонию, снижение рождаемости, ассимиляция с русским населением. По переписи населения 2010 года, в России проживали 17 875 эстонцев — граждан России (28 113 чел. по переписи 2002 года).
| Субъект Российской федерации | Численность эстонцев в 2002 году, чел. | Численность эстонцев в 2010 году, чел. |
| ---------------------------- | -------------------------------------- | -------------------------------------- |
| Красноярский край            | 4104                                   | 2346                                   |
| Омская область               | 3095                                   | 2082                                   |
| Санкт-Петербург              | 2266                                   | 1534                                   |
| Ленинградская область        | 1409                                   | 772                                    |
| Новосибирская область        | 1399                                   | 891                                    |
| Москва                       | 1244                                   | 1072                                   |
| Краснодарский край           | 1136                                   | 668                                    |
| Псковская область            | 1122                                   | 625                                    |
| Томская область              | 751                                    | 528                                    |
| Челябинская область          | 504                                    | 353                                    |
| Новгородская область         | 307                                    | 171                                    |
| Калининградская область      | 282                                    | 185                                    |
| Свердловская область         | 437                                    | 275                                    |
| Республика Карелия           | 257                                    | 156                                    |

## Эстонцы в Эстонской Республике
Численность эстонцев в Эстонской Республике:

| Год                               | 2000*   | 2011*     | 2012      | 2013      | 2014      | 2015      | 2016      | 2017      | 2018      | 2019      | 2020      | 2021*     | 2022      | 2023      | 2024      |
| --------------------------------- | ------- | --------- | --------- | --------- | --------- | --------- | --------- | --------- | --------- | --------- | --------- | --------- | --------- | --------- | --------- |
| Эстонцы, чел.                     | 930 219 | ↘ 902 547 | ↗ 917 075 | ↘ 912 188 | ↘ 911 207 | ↘ 907 937 | ↘ 905 805 | ↘ 904 639 | ↗ 905 677 | ↗ 907 628 | ↗ 909 552 | ↗ 919 711 | ↘ 919 693 | ↗ 925 892 | ↗ 931 993 |
| в % к общей численности населения | 67,90   | ↗ 69,72   | ↘ 69,20   | ↘ 69,10   | ↗ 69,25   | ↘ 69,14   | ↘ 68,83   | ↘ 68,76   | ↘ 68,66   | ↘ 68,51   | ↘ 68,44   | ↗ 68,79   | ↗ 69,06   | ↘ 67,79   | ↗ 67,80   |

* Данные переписи населения